# Jean Pheulpin
Jean Pheulpin, né le 2 octobre 1907 à Valentigney (Doubs) et mort le 8 octobre 1991 à Champignelles (Yonnes), est un graveur et dessinateur de timbres-poste français.

## Biographie
Fils d'un industriel du Doubs, il suit pendant quatre ans les cours de l'École Boulle à Paris, et y choisit la section travail du métal. Il y apprend la gravure. Il entre ensuite pour cinq ans aux Beaux-Arts.
Il est pendant quelques années professeur de dessin dans des collèges de la région parisienne. Il accepte des commandes de gravure pour des musées nationaux ou d'illustrations d'ouvrages des éditions de la société Les Bibliolâtres de France.
Après la Seconde Guerre mondiale, il passe à la gravure de timbres-poste à la suite d'un essai figurant le portrait de Bossuet. Son premier timbre est émis en 1949 pour les Comores françaises : il s'agit d'un timbre de poste aérienne représentant le faubourg de Mutsamudu, sur l'île d'Anjouan.
Son premier timbre français, dessiné par Lemagny, est émis en 1951 pour l'inauguration du musée de l'imagerie française.
Parmi les colonies françaises et pays francophones indépendants pour lesquels Pheulpin a dessiné et gravé des timbres, le Laos a tenu une place à part dans la carrière du graveur. Il a gravé une grande majorité des timbres laotiens émis entre 1952 à 1967,  d'après des dessins de Marc Leguay et Chamnan Prisayane. En 1969, il grave le timbre du Congrès de la Fédération des sociétés philatéliques françaises d'après le dessin de Roland Irolla.
Après plus de 650 réalisations de timbres, ainsi que plusieurs gravures pour des documents philatéliques, il grave son dernier timbre, « Centenaire de l'Institut Pasteur », en 1987 pour la France.

## Récompenses
- Grand Prix de l'art philatélique français pour la série « Éléphant », Laos, 1958.

### Source
- « Jean Pheulpin. Finesse et précision à l'œuvre », article et rétrospective parus dans Timbres magazine hors-série no 4, juin 2005, pages 18-34 et 51-57.